# Famille de Witte (Anvers)
Pour les articles homonymes, voir Witte.
La famille de Witte est une famille de noblesse belge originaire d'Anvers. L'ascendant le plus éloigné est Adrien de Witte alias Adriaan de Witte (1464-1549), seigneur de Buerstede (Anvers). Cette famille a obtenu reconnaissance de noblesse en 1853.
La famille de Witte est toujours existante, largement ramifiée et ses membres sont répertoriés dans l'État présent de la noblesse belge. Ils sont aussi membres de l'A.N.R.B. La famille de Witte vit essentiellement en Belgique et en France. La branche aînée de la famille vit actuellement en France. Leurs titres de baron et d'écuyer sont toujours d'actualité au royaume de Belgique.

## Origines
Le nom « Witte », « de Witte » (« le Blanc »), est portée par de très nombreuses familles dans l'aire linguistique néerlandaise tant dans les actuelles Belgique que dans les Pays-Bas. Ces différentes familles portent leurs armoiries respectives. 

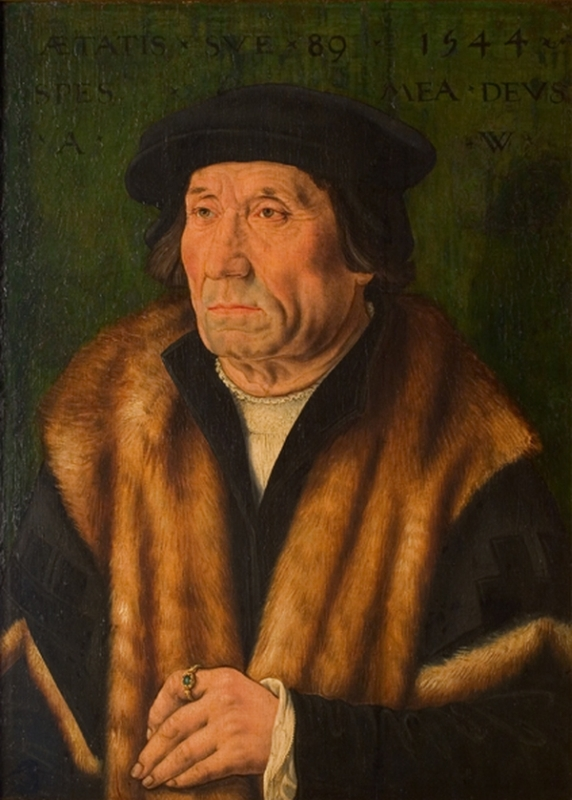
Portrait d'Adrien de Witte (1464-1549)

Les origines plus lointaines de la famille  "de Witte"  de noblesse belge se trouvent à Anvers (Belgique). Au XVe siècle et avant, la famille de Witte, était très probablement membres de la Hanse, et aurait également disposé de plusieurs comptoirs en mer du nord (Hambourg, Lübeck, Amsterdam, Bruges et ailleurs)[réf. nécessaire]. Au XVe siècle jusqu'au XVIIIe siècle, les membres de la famille occupaient à Anvers des fonctions juridiques, politiques et économiques.

## Adrien de Witte alias Adriaan de Witte
Adriaan de Witte ou Adrien de Witte est né à Anvers (Antwerpen) en 1464 est mort le 1er novembre 1549. Il a épousé en 1514 Catherine de Laet (décédée en 1516). Il n'y a pas d'enfant de cette union. Il se remarie en 1519 à Anne van den Eynde décédée à Anvers le 8 août 1563. De cette union sont nés Adrien, Marguerite et Gaspard. Il était seigneur de Buerstede (Goethals) et greffier de la Chambre des orphelins de la ville d'Anvers. Son portrait se trouve au Rijksmuseum Twenthe, à Enschede (Pays-Bas). Le tableau, œuvre d'un maître flamand, élève de Hans Holbein, est réalisé en 1544.

## Tableau de la famille d'Adrien (1555-1616), ditles de Witte à table
Portrait de la famille d'Adrien de Witte (1555-1616), petit-fils d'Adrien de Witte (1464-1549).  La famille est composée d'Adrien, de son épouse Marguerite van der Herstraeten et de leurs six enfants. Le tableau est peint en 1603 par le maître flamand Hieronymus Francken I. Le support est un panneau de chêne parqueté (118 x 206 cm). Devant le nombre important d'Adrien dans la famille, le tableau est appelé aujourd'hui par sa descendance « les de Witte à table ».   
Ce tableau, resté jusqu'au milieu du XXe siècle dans la famille de Witte, se trouvait au château de Gussignies avant d'être vendu. Il est vendu en 1972 aux enchères à Bavay puis revendu (lot 173) le 28 mars 1999 aux enchères à Lille, chez Mercier & Cie. Il appartient aujourd'hui à une collection privée et est exposé dans la galerie Lawrence Steigrad Fine Arts, à New York.

## Armoiries depuis leXVIesiècle

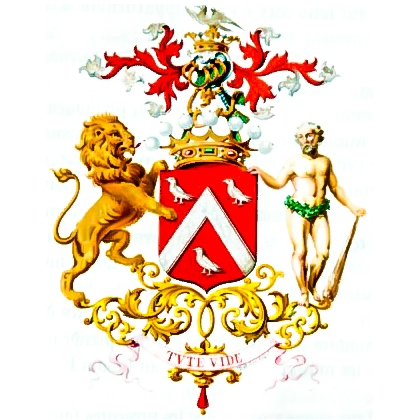
Armoiries complètes de la famille de Witte.

Les armoiries sont celles que l'on retrouve sur le tableau de la famille d'Adrien (1555-1616), dit "les de Witte à table". Dans le coin supérieur droit de ce tableau, les armoiries de la famille de Witte sont "De gueules, à un chevron d'argent, accompagné de trois mouettes de même. Casque couronné Cimier une mouette essorante d'argent Tenants à dextre un lion d'or lampassé de gueules à senestre un sauvage de carnation ceint et couronné de lierre armé d'une massue, les tenants soutenus de sinople". Ces armoiries restent d'actualité.
Jacob Antoon alias Jacques-Antoine de Witte ou  Jacob Anthoni (1629-1688) et son cousin Gaspar (1623-1704), obtiennent, par lettres patentes de S.M. Charles II, roi d'Espagne, à la même date, le 16/08/1686, une couronne d'or à cinq fleurons sur le heaume.
Devise : « Tute Vide ».

## Titres duXVIeauXVIIesiècle
Autrefois, des membres de la famille de Witte sont seigneurs de plusieurs terres : de Buerstede (Goethals), de Bauwel, de Vekene, de Leverghem, de Doorne, de Beke et de Terlaeken.
Le 16 août 1686, augmentation d'armoiries (couronne à la place du bourrelet) par le roi Charles II d'Espagne.

### Leverghem
Au décès de Catherine de Witte (1755-1803), la branche aînée de la famille de Witte s'éteint. Le titre de seigneur de Leverghem sera repris par son époux, Joseph della Faille. De ce fait, une nouvelle branche della Faille naît : la famille della Faille de Leverghem.

## Noblesse
Le 13 mars 1816, reconnaissance de noblesse à Henri-Jean-Marie François de Witte qui obtint le 22 septembre 1823, concession du titre de baron par primogéniture masculine, inscrit dans l'Ordre équestre d'Anvers.[réf. nécessaire]
Le 15 octobre 1853 à Jean Joseph Antoine Marie de Witte sur preuves d'une noblesse remontant à 1464 et réversibilité du titre de baron concédé à son oncle en 1823, titre transmissible à la primogéniture masculine.[réf. nécessaire]
Son fils puiné, Henri Alphonse Augustin Marie, ayant seul conservé la nationalité belge, obtint, le 28 février 1893, concession du titre de baron transmissible de la même manière.

## Titres de noblesse actuels
Leurs titres de baron et d'écuyer sont toujours d'actualité au royaume de Belgique.

## Personnalités
- Adriaan de Witte, écuyer (ou Adriaan) (1464-1549), seigneur de Buerstede, greffier de la Chambre des Orphelins à Anvers.
- Adrien de Witte, écuyer (1555-1616), seigneur de Buerstede et de Vekene, greffier de la Chambre des Orphelins à Anvers.[réf. nécessaire]
- Jacques, alias Jacob de Witte, écuyer (1591-1631), avocat général au Conseil Souverain de Brabant, greffier de la Chambre des Orphelins de la ville d'Anvers, seigneur de Buersteden et de Vekene. Son portrait ainsi que celui de son épouse (huile sur toile, 93 × 73 cm) ont été peints par Antoine van Dyck (1599-1641) et se trouvent à Barcelone, Art Hispania ST[13].
- Jacques-Antoine de Witte, écuyer, alias Jacob Anthoni  de Witte ou Jacob Antoon de Witte (1629-1688), bourgmestre de la ville d'Anvers, seigneur de Leverghem, de Doorne, de Beke et de Terlaeken.
- Jean Adrien de Witte, seigneur de Leverghem et de Doorne, aumônier d'Anvers, né le 31 octobre 1658 et décédé le 7 août 1719, époux de Marie Catherine Bosschaert, née le 30 octobre 1665 et décédée le 11 janvier 1738[14].
- Gaspard de Witte, écuyer, greffier de la ville d'Anvers.[réf. nécessaire]
- Catherine de Witte (1755-1803), dernière fille de la branche aînée et épouse de Joseph della Faille.[réf. nécessaire]
- Baron Jean de Witte (1808-1889), archéologue, épigraphiste, numismate, académicien, etc.
- Jehan de Witte, écuyer (1855-1917), historien, écrivain.
- Raymond de Witte, écuyer (1845-1931), général de brigade.[réf. nécessaire]
- Baron Jean Joseph Paul Antoine Marie de Witte (1844-1894), sous-lieutenant au 5e régiment de cavalerie territoriale et maire de Maisoncelles-en-Brie (Seine et Marne).[réf. nécessaire]
- Marthe de Witte, née le Mesre de Pas (1893-1976), peintre africaniste.
- Gaston-François de Witte, écuyer (1897-1980), zoologue, herpétologiste.
- Henri Jean de Witte (1716- 1794), écuyer, Chanoine de l'église Saint-Jacques d'Anvers. Son portrait a été peint par Nicolas Joseph Delin (1741-1803) en 1788.[réf. nécessaire]
- Membre de l'ordre équestre de la province d'Anvers et baron (par diplôme du 22 septembre 1823), Henri Jean François de Witte épousa à Bruxelles le 21 mai 1819 Marie-Madeleine de Villegas de Clercamp[15].

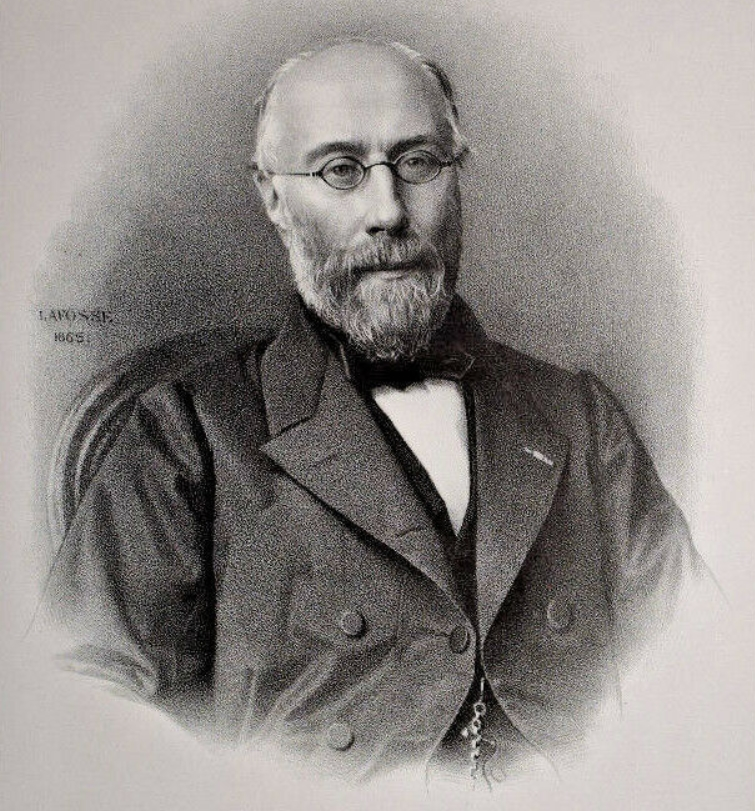
Jean de Witte

## Alliances

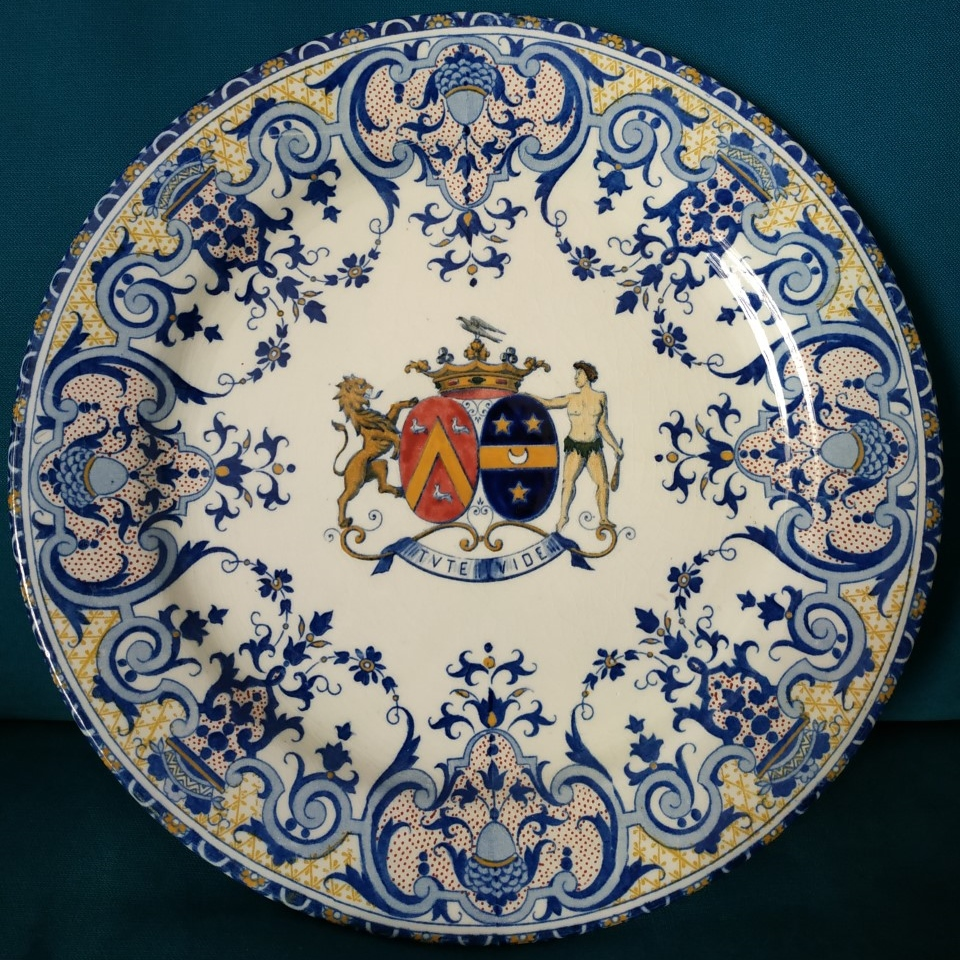
Assiette armoriée (Armoiries d'alliance) du baron Jean Joseph Paul Antoine Marie de Witte et de son épouse Adèle Cécile Marie Le Pelletier de Glatigny - Manufacture de GIEN - (Collection privée).

La famille de Witte s'est alliée avec les familles suivantes : de Poulpiquet de Brescanvel, de Robien, Grimaldi, de la Kethulle de Ryhove, van Caloen, Salaün de Kertanguy, Le Pelletier de Glatigny, Gilart de Keranflec'h, de Crespin de Billy, de Bryas, van Kessel, van Horne, van der Herstraeten, van den Eynde, Ghijsbrechts, Snyers, Cavellier, de Villegas de Clercamp, Laureyssens, Nolet de Brauwere van Steeland, Le Mesre de Pas, de Hemptinne, de Brouchoven de Bergeyck, de Gérard du Barry et de Saint-Quentin, d'Avout, de Ruffi de Ponteves Gevaudan, Le Fevere de Ten Hove, Dunoyer de Segonzac (1936, 1938).